# Andrew Aaron Chisha
Andrew Aaron Chisha (ur. 24 listopada 1933 w Kapatu) – zambijski duchowny rzymskokatolicki, w latach 1993-2009 biskup Mansa.

## Życiorys
Święcenia kapłańskie przyjął 29 sierpnia 1965. 1 lipca 1993 został prekonizowany biskupem Mansa. Sakrę biskupią otrzymał 12 grudnia 1993. 15 stycznia 2009 przeszedł na emeryturę.